# Brezje pri Senušah
Brezje pri Senušah je naselje v Občini Krško.